# 37.º Batallón Aéreo de Reemplazo
El 37.º Batallón Aéreo de Reemplazo (37. Flieger-Ersatz-Abteilung) fue una unidad de la Luftwaffe de la Alemania nazi.

## Historia
Fue formado el 1 de abril de 1937 en Uetersen a partir del 32.º Batallón Aéreo de Reemplazo. El 1 de noviembre de 1938 es reasignado al 32.º Batallón Aéreo de Reemplazo.

## Comandantes
- Teniente coronel Hans Hückel (1 de abril de 1937 - 1 de noviembre de 1938)